# Pierangelo Bincoletto
Pierangelo Bincoletto (født 14. marts 1959 i Oderzo) er en forhenværende cykelrytter fra Italien. Hans foretrukne disciplin er banecykling, men han har også vundet løb på landevej. 
I 1990 blev han europamester i parløb sammen med Jens Veggerby.
Fra 1987 til 1994 vandt han otte seksdagesløb. Ved Københavns seksdagesløb blev det aldrig til en sejr, men en andenplads i 1991 og tredjepladsen i 1992 og 1993.